# Kodiak-Archipel
De Kodiak-archipel is een eilandengroep in het zuiden van Alaska, Verenigde Staten .
De archipel ligt ongeveer 400 km ten zuiden van Anchorage in de Golf van Alaska, gescheiden van het Alaska-schiereiland door de Straat Shelikhov. Hij is 285 km lang en 108 kilometer breed. 
Het belangrijkste eiland van de archipel is Kodiak Island. Afognak is het op een na grootste, ongeveer 5 km ten noorden van het Kodiak-eiland. Verder naar het noorden ligt Shuyak, dat veel diepe baaien heeft en een natuurgebied is. Zuidelijk van Kodiak liggen de eilanden Tugidak en Sitkinak. Andere eilanden van de archipel zijn het eiland Chirikov en de Semidi-eilanden in het zuiden en de Barren Islands in het noorden. Rond het Kodiak-eiland liggen nog heel wat kleine eilanden. 
In totaal omvat de archipel 13.890 vierkante kilometer land, 40 kleinere gletsjers, talrijke rivieren en honderden land- en waterdiersoorten.
De Kodiak Island Borough omvat naast de  Kodiak-archipel ook een strook vasteland. 
Grote delen van de archipel zijn deel van het Kodiak National Wildlife Refuge .